# Hamadryas
Cet article concerne un genre d'insectes. Pour le babouin, voir Hamadryas (singe).
Genre
Le genre Hamadryas regroupe des lépidoptères (papillons) de la famille des Nymphalidae, de la sous-famille des Biblidinae.

## Dénomination
Le genre Hamadryas a été décrit par l'entomologiste allemand Jakob Hübner, 1806.
L'espèce type pour le genre est Papilio amphinome (Linnaeus, 1767).

### Synonymie
- Apatura (Illiger, 1807)[2] Attention le genre Apatura (Fabricius, 1807) est valide.
- Ageronia (Hübner, 1819) [3]
- Philocala (Billberg, 1820)[4]
- Peridromia( Lacordaire, 1833)
- Peridromia (Boisduval, 1836)[5]
- Amphichlora (Felder, 1861)[6]

## Taxinomie
Liste des espèces
- Hamadryas albicornis Staudinger, 1886
- Hamadryas alicia (Bates, 1865)
- Hamadryas amphichloe (Boisduval, 1870)
- Hamadryas amphinome (Linnaeus, 1767) espèce type pour le genre
- Hamadryas arete (Doubleday, 1847)
- Hamadryas arinome (Lucas, 1853)
- Hamadryas atlantis (Bates, 1864)
- Hamadryas belladonna (Bates, 1865)
- Hamadryas chloe (Stoll, [1787])
- Hamadryas epinome (Felder & Felder, 1867)
- Hamadryas februa (Hübner, [1823])
- Hamadryas feronia (Linnaeus, 1758)
- Hamadryas fornax (Hübner, [1823])
- Hamadryas glauconome (Bates, 1864)
- Hamadryas guatemalena (Bates, 1864)
- Hamadryas iphthime (Bates, 1864)
- Hamadryas julitta (Fruhstorfer, 1916) ou Hamadryas honorina ou Hamadryas glauconome honorina
- Hamadryas laodamia (Cramer, [1777])
- Hamadryas velutina (Bates, 1865)

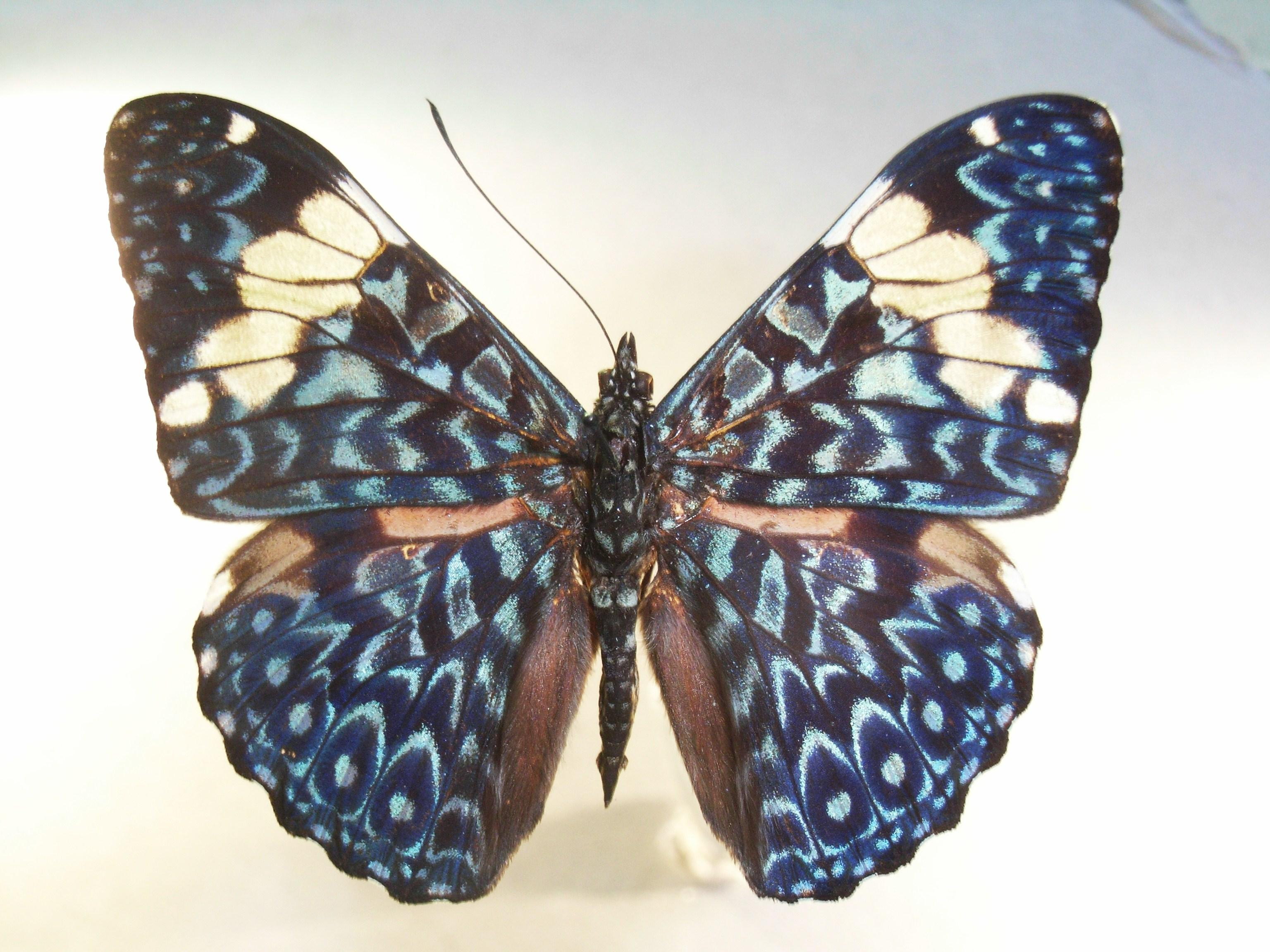
Hamadryas amphinome
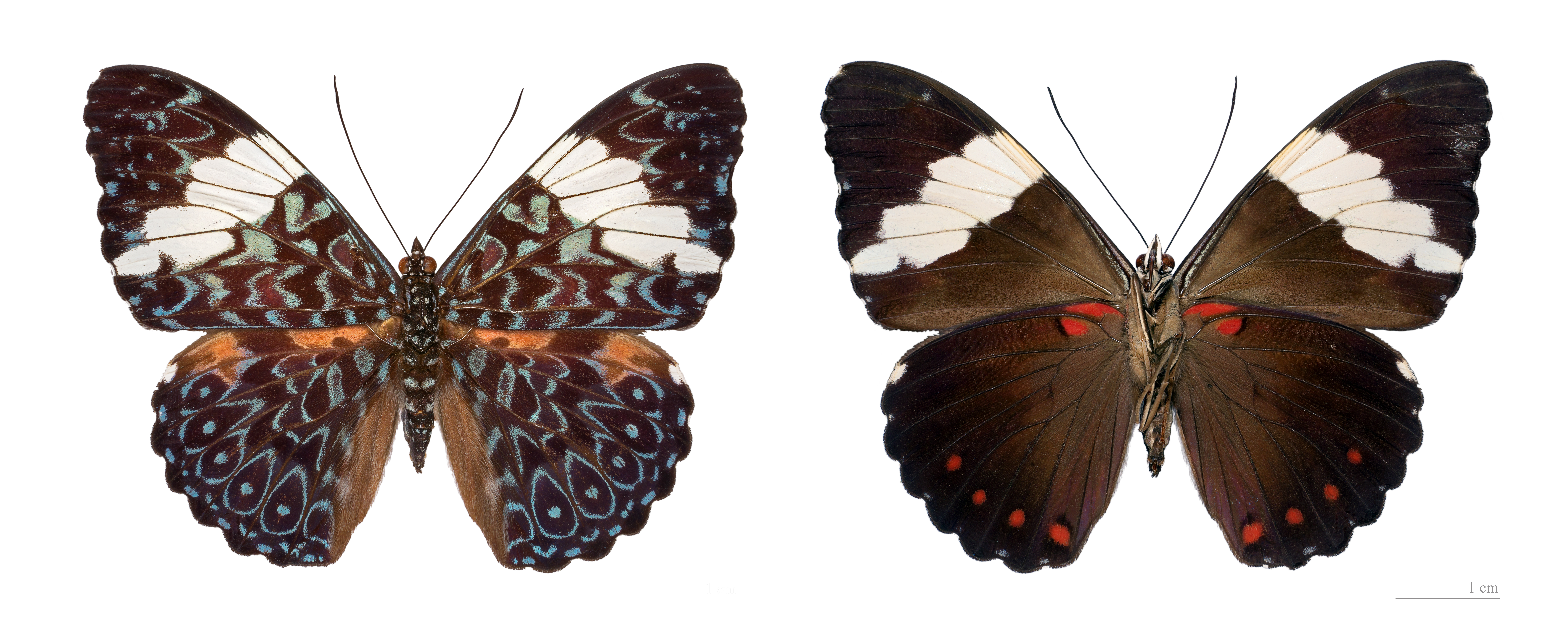
Hamadryas arinome - MHNT
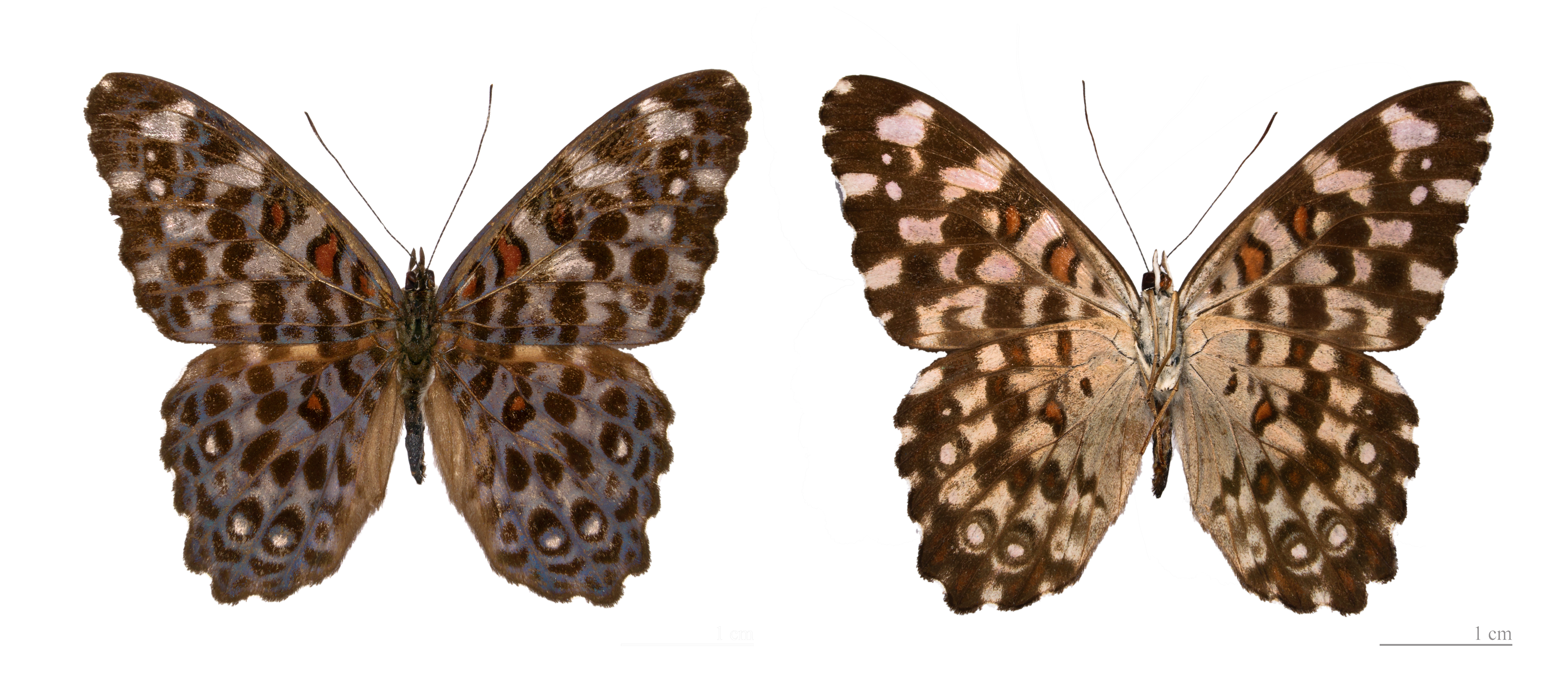
Hamadryas chloe - MHNT
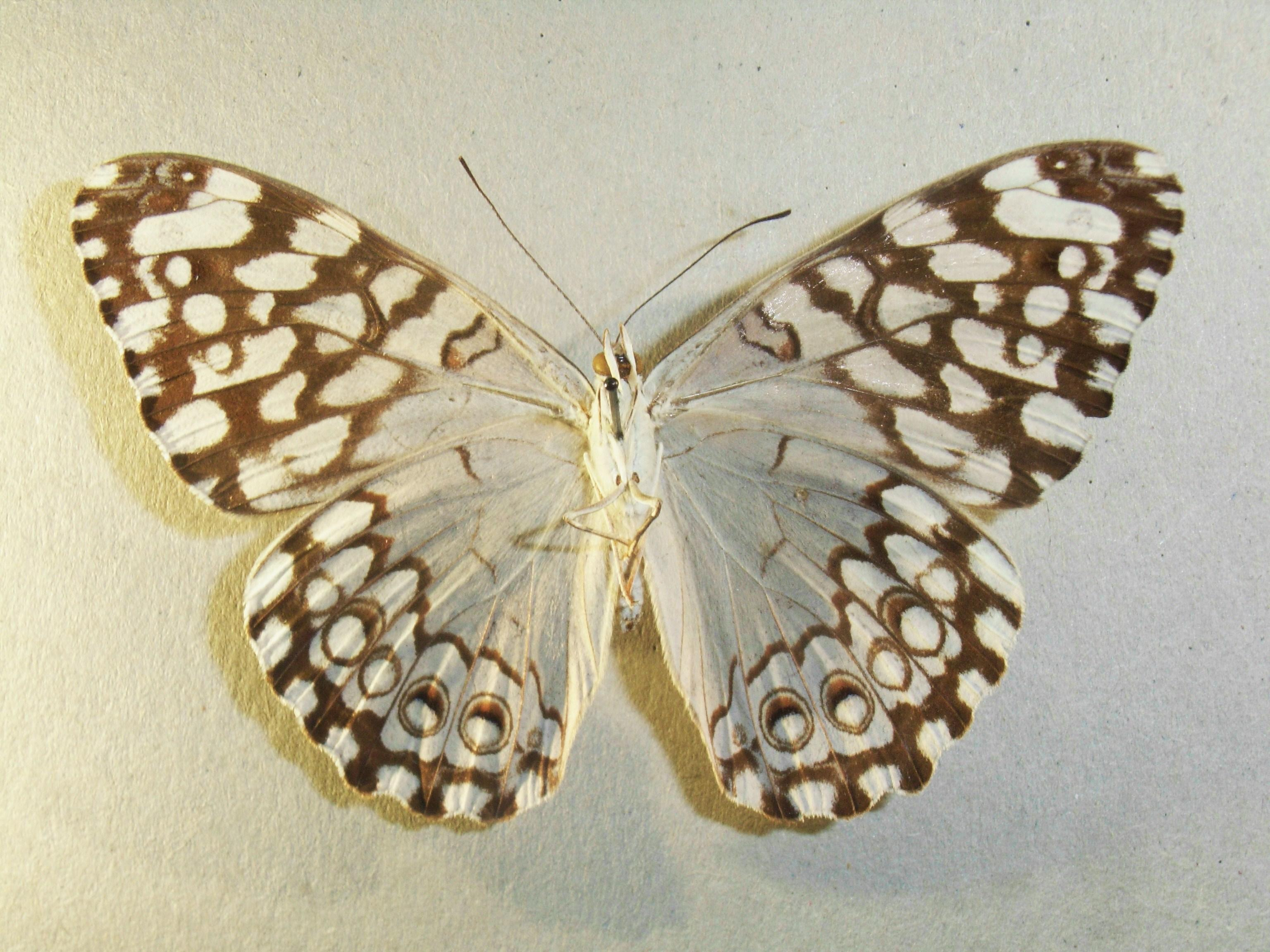
Hamadryas epinome
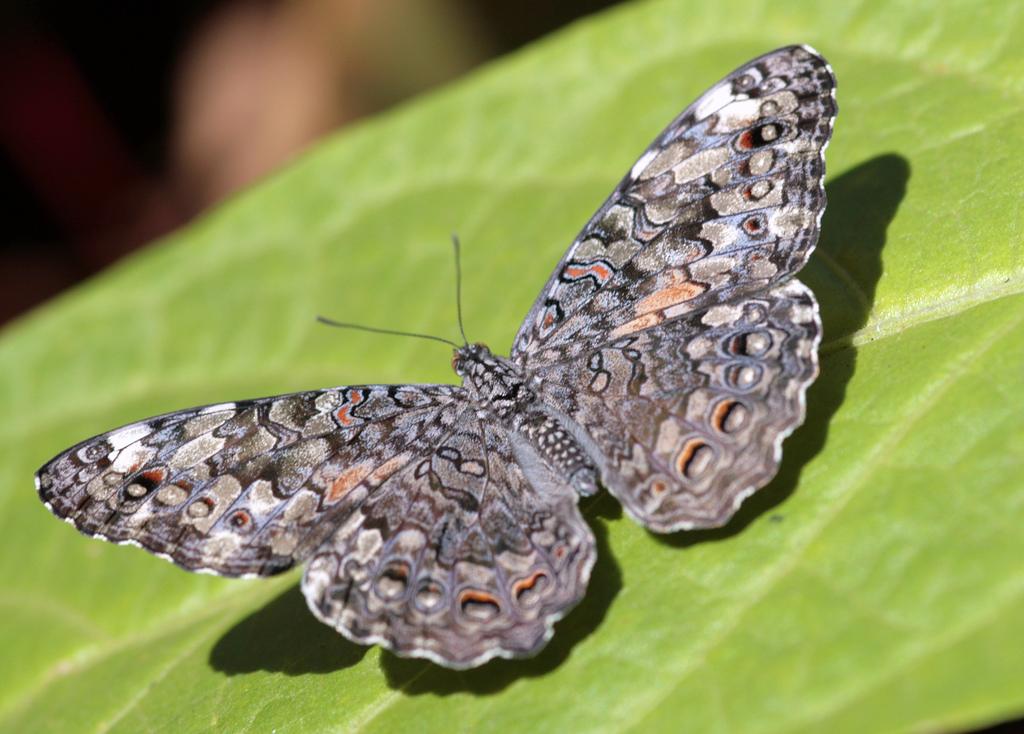
Hamadryas februa
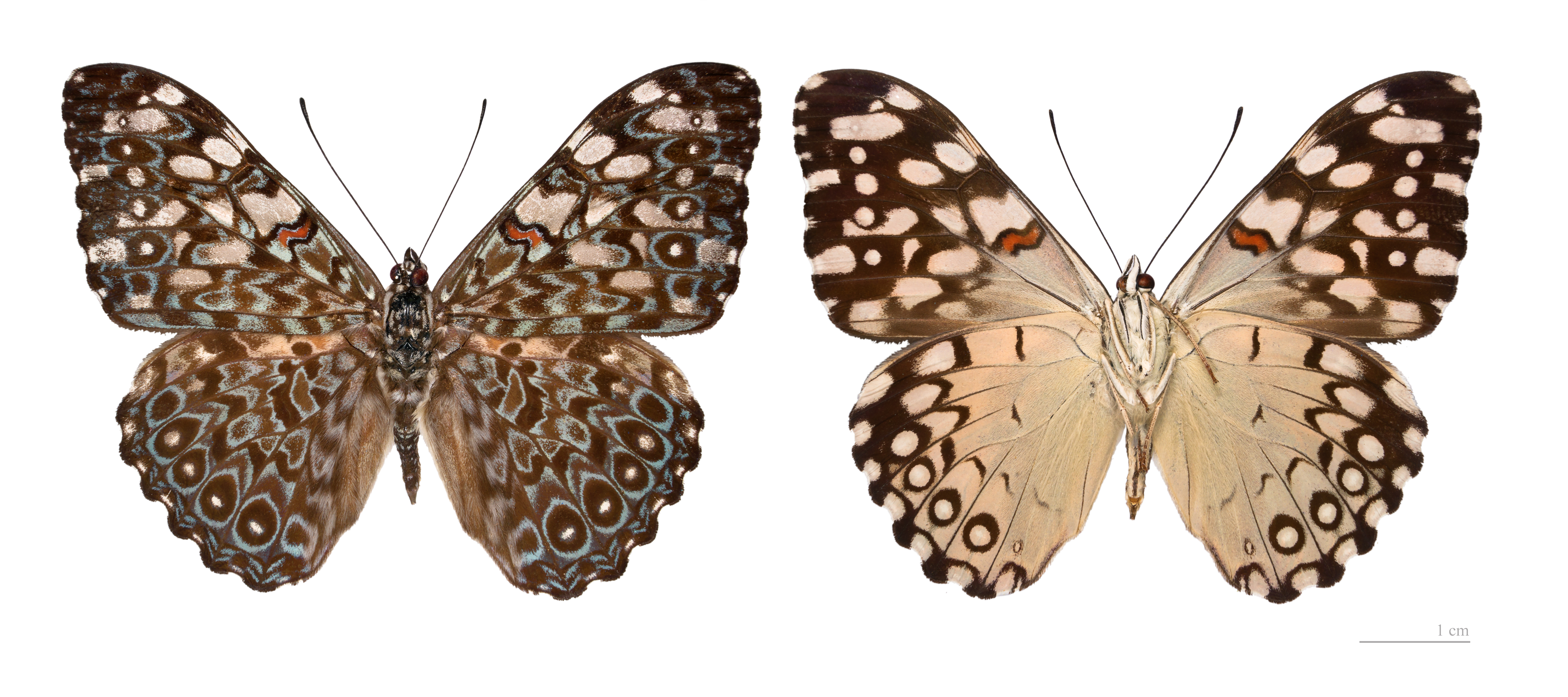
Hamadryas feronia  - MHNT
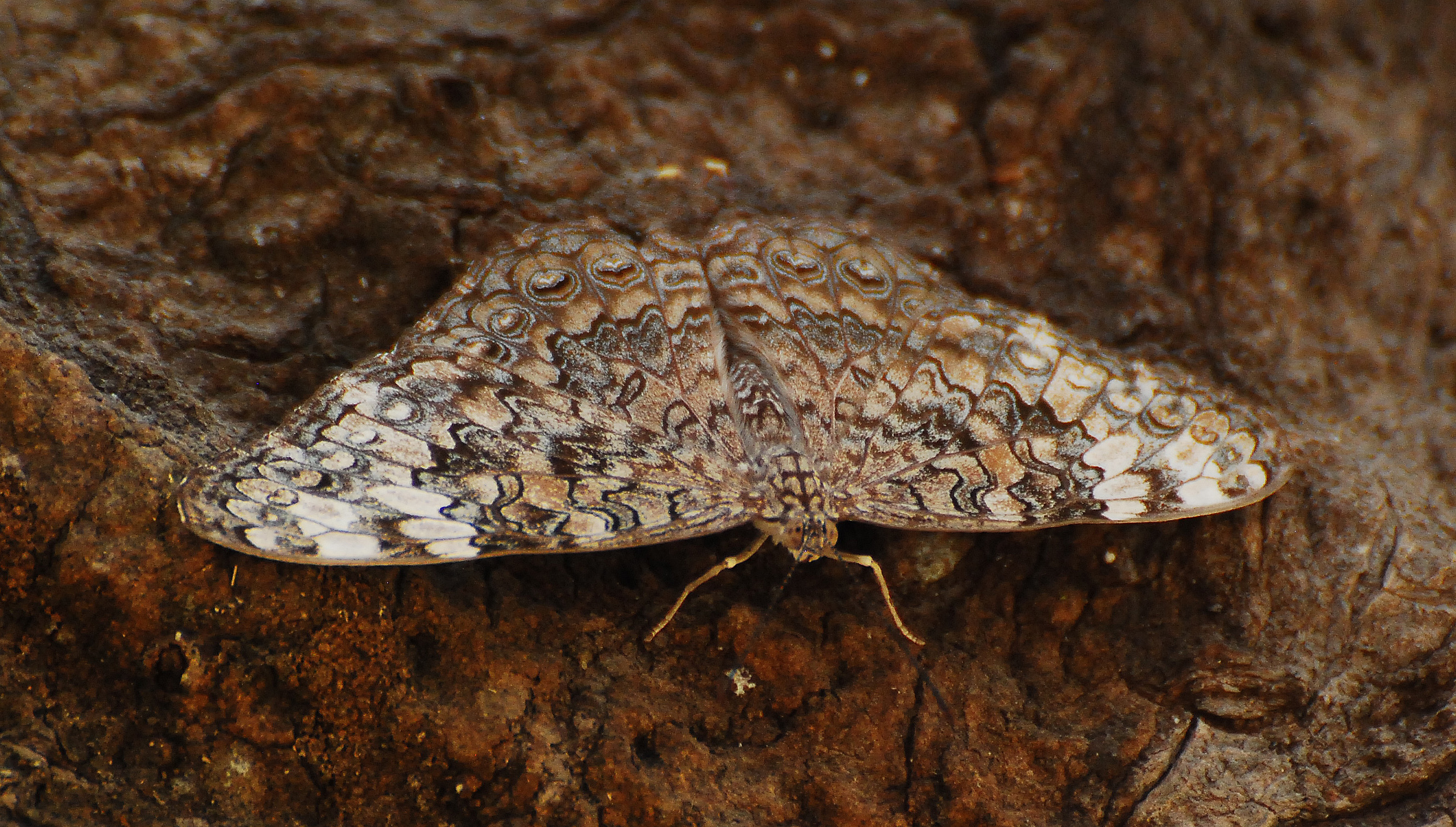
Hamadryas glauconome
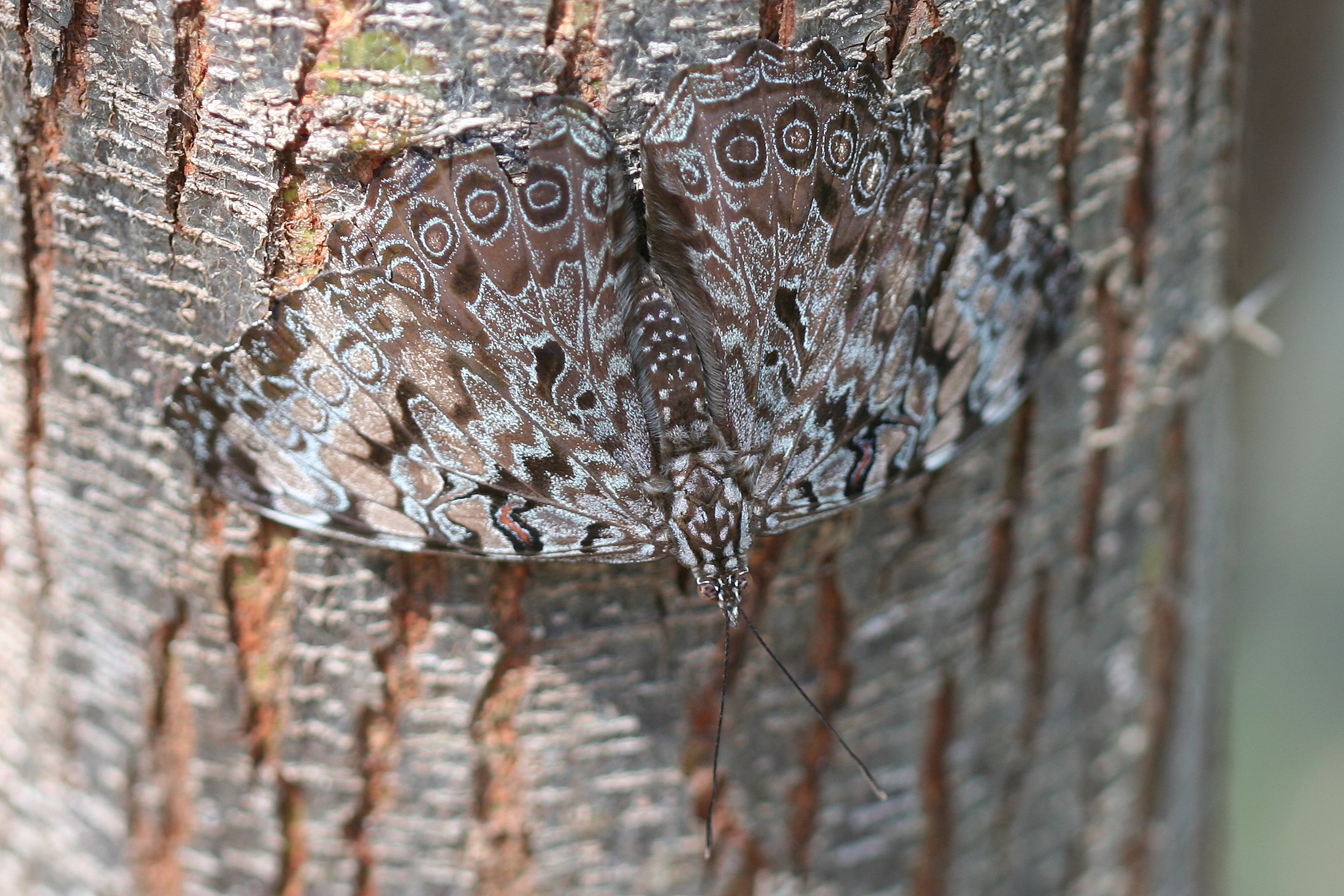
Hamadryas guatemalena
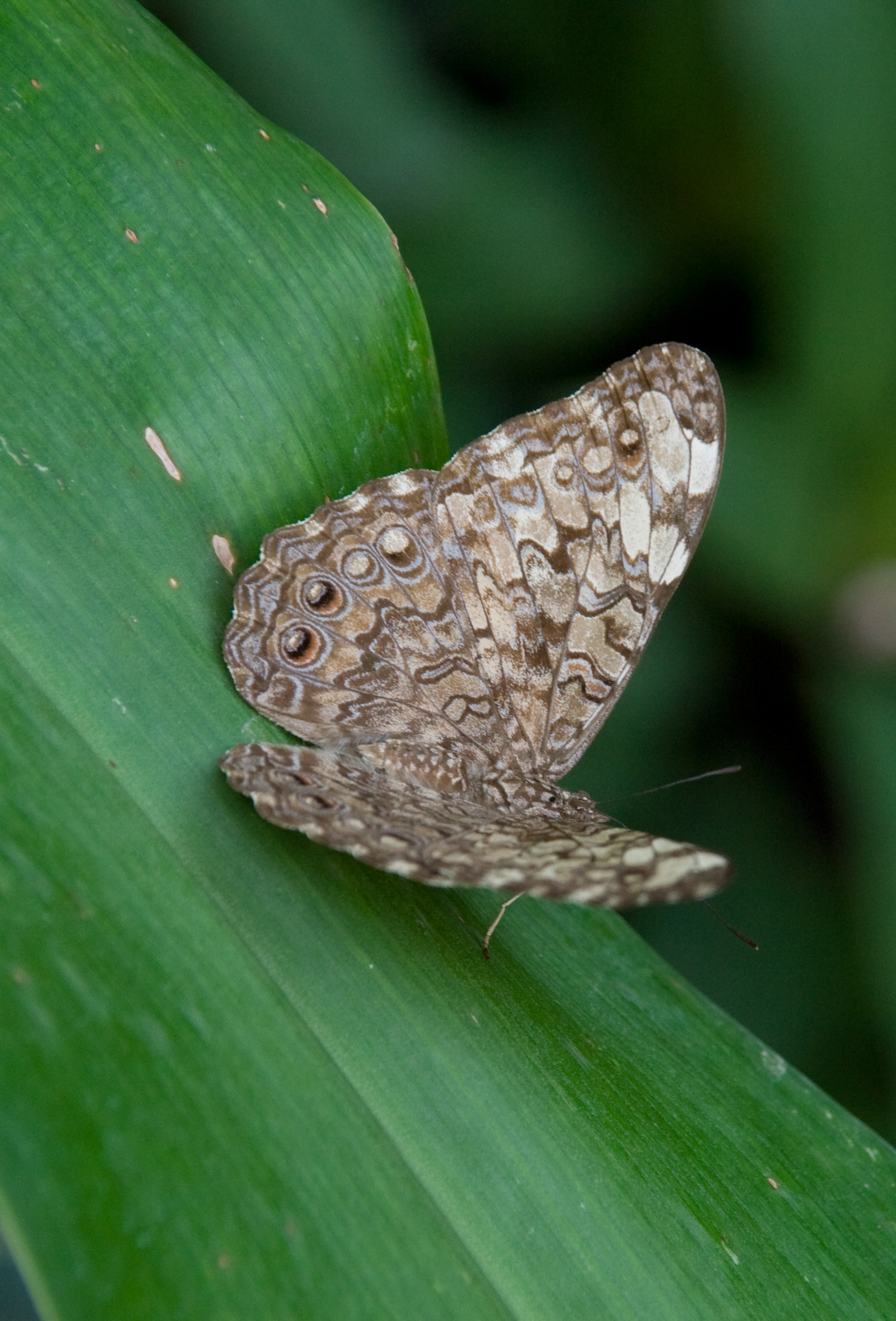
Hamadryas velutina

## Répartition
- Amérique du Nord : sud du Texas et extrême sud de l'Arizona.
- Cuba, Haïti, République dominicaine, Guadeloupe.
- Amérique centrale.
- Amérique du Sud : à l’exception du Chili.